# Диотим (сын Диопифа)
Диотим — афинский военачальник и политик IV века до н. э.

## Биография
Диотим, один из трёх сыновей Диопифа, из дема Эвонимон, родился около 375 года до н. э. в одной из самых знатных и богатых афинских семей, имевшей, согласно эпиграфическим источникам, интересы, связанные с добычей серебра в Лаврийских рудниках. По замечанию Л. П. Маринович, известно по крайней мере шесть поколений её членов. Представители этого рода занимали в афинском полисе важные посты и неизменно придерживались демократической ориентации (так в конце V века до н. э. военачальник и политический деятель Стромбихид был казнён по приговору олигархического правительства Тридцати тиранов.) При этом Диотим, с 350 года до н. э. неоднократно упоминаемый в документах как арендатор шахт, был крупным предпринимателем, очевидно, унаследовавшим от отца землю и мастерскую по переработке руды.
На протяжении ряда лет Диотим занимал различные гражданские и воинские должности. Так в 335/334 годах до н. э. Диотим по инициативе Ликурга возглавил морскую экспедицию, успешно боровшуюся с пиратами, за что, согласно Псевдо-Плутарху, был отмечен почестями от народа по предложению того же Ликурга.
Диотим был активным и неизменным сторонником антимакедонской партии, что подтверждают все источники. В 335 году до н. э., после падения Фив, Александр Македонский, согласно Арриану и Суде, потребовал у афинян выдачи Диотима вместе с другими противниками Македонии. Александр объявил прибывшему к нему посольству, что названные им люди являются виновниками постигшего город бедствия у Херонеи, пренебрежительного отношения к македонским царям и отпадения фиванцев. По предположению А. Босворта, имя Диотима было названо из-за его роли в Херонейской битве, а также благодаря его связям с Демосфеном, хотя Плутарх в своем сочинении о знаменитом ораторе в связи с этим эпизодом приводит имя его родственника Демона. Но афиняне, убеждаемые Демосфеном не выдавать «своих сторожевых собак волкам», отказались пойти на такие условия. В итоге Александр, «из уважения ли к городу, или потому, что он занят был походом в Азию и не хотел оставлять по себе у эллинов ничего, что заставляло бы держаться настороже» согласился смягчить свои требования и настоял только на изгнании Харидема.
Впоследствии Диотим занимался организацией доставки зерна в Афины. О смерти Диотима говорится в одном из писем Демосфена. Здесь он характеризуется как один «из числа людей, преданных народу».